# 자예드 칸
자예드 칸(Zayed Khan, 1980년 7월 5일 ~ )은 인도의 배우이다.

## 출연 작품
- 스피드 (2012)
- 스피드 (2007)
- 매리지 넘버 원 (2005)
- 더스 (2005)
- 캡쳐드 바이 유 (2003)